# Cheektowaga (CDP, New York)
Cheektowaga est une census-designated place du comté d'Érié, dans l'État de New York, aux États-Unis,. En 2020, elle compte une population de 76 829 habitants.